# Reggenze dell'Indonesia
La reggenza rappresenta il secondo livello amministrativo dell'Indonesia. È subordinata alla provincia e in indonesiano è denominata kabupaten. Con il termine kota si indica invece una città che per importanza e dimensioni è parificata ad una reggenza.
Al 2009 in Indonesia si contavano 401 kabupaten e 97 kota, per complessive 498 suddivisioni amministrative con il grado di reggenza.
Sia le reggenze che le città di pari livello sono divise in distretti (in indonesiano kecamatan).
Il termine indonesiano kabupaten deriva dal giavanese bupati che a sua volta trae origine dal sanscrito bhapati, traducibile come "signore" o "vice-re". Sotto il governo delle Indie Orientali Olandesi, prima di una riforma radicale di tutte le giurisdizioni, le vecchie suddivisioni mantennero il termine e l'ordinamento originario, per cui kabupaten fu semplicemente tradotto con l'olandese regentschap, cui in italiano corrisponde appunto "reggenza", rimanendo inalterato anche dopo le successive riforme.